# Léon Lavallée
Léon Léonard Lavallée est un ingénieur, professeur de mécanique, puis économiste, militant et résistant communiste français né le 3 décembre 1917 à Lanton en Gironde et mort le 29 août 1985 dans le 13e arrondissement de Paris.

## Biographie
Léon Lavallée était le fils d'un entrepreneur en charpente et d'une lingère. 
Il a été ingénieur, puis professeur à l'École normale supérieure de l'enseignement technique, dans la section de mécanique, à partir de 1940, puis économiste. 
Militant aux Jeunesses communistes  et à l'Union fédérale des étudiants dès 1934, puis membre du Parti communiste français à partir de 1937, il eut un rôle actif dans la Résistance, fut déporté politique, puis entra à la Libération dans le secrétariat de Jacques Duclos, où il devint un spécialiste des questions économiques, notamment de l’économie des pays socialistes.
Il se maria en 1938 avec Raymonde Chasle, institutrice et future résistante communiste, avec laquelle il eut deux fils, Jacques et Ivan. Divorcé, il se remaria en 1960 avec Henriette Limouzin.

## Publications
- Croissance d'une économie socialiste : la Roumanie, préface de Jacques Duclos, Roanne, Horvath, 1979[6]. (Compte-rendu)
- Neuf schémas de la reproduction élargie : recueil de traductions, avec Hélène Rousseau, Paris, Centre d'études et de recherches marxistes, 1977.
- L'économie du Nord Viet Nam : essai prospectif, en collaboration avec Françoise Direr[7] et Édith Bouche, préface de Jacques Duclos, Paris, Centre d'études et de recherches marxistes, 1971.
- Problèmes économiques de la République démocratique du Viet Nam, en collaboration avec Françoise Direr et Édith Bouche, Paris, Centre d'études et de recherches marxistes, 1971.
- L'économie du Nord Viet Nam : 1960-1970, avec Françoise Direr, Édith Bouche et Jacques Duclos, Paris, Centre d'études et de recherches marxistes, 1971.
- Pour une conception marxiste de la prospective, avec la collaboration de G. Duffau, F. Gallot et Hélène Rousseau, Paris, Éditions sociales, 1969. (Compte-rendu)
- Les pays socialistes d'Europe (U.R.S.S. exceptée) : Histoire : Géographie (économie), par Pierre Bonnoure[8], sous la direction de Léon Lavallée, Chambéry, Éditions scolaires, 1967.
- Le développement économique de la République Populaire de Mongolie, avec Anne Bernolle, notes et études documentaires, La documentation française, Paris, 1966.
- Balance intersectorielle et reproduction en économie socialiste, sélection de quatre articles traduits de A. Efimov, M. Eidelman et Tong Fou-Jen, fascicule mis au point par Léon Lavallée, Paris, 1964.
- L'Économie chinoise : essor de l'industrie chinoise, 1960.
- Économie de la Chine socialiste, avec Paul Noirot et Victor Dominique, préface de Jacques Duclos, Genève, Editions Librairie Rousseau, 1957.

## Articles
- Prospective et industrialisation socialiste du Vietnam, revue Tiers-Monde, numéro 47, 1971. (lire en ligne)
- La Chine de Mao, avec K.S. Karol, Paris, Robert Laffont, 1966. (compte-rendu)
- Un village de la Chine populaire, avec Jan Myrdal, Paris, Éditions Gallimard, 1964. (compte-rendu)
- Le développement de la crise économique dans les pays capitalistes, Cahiers du Communisme, 1950. (lire en ligne)